# 6th Screen Actors Guild Awards
6th SAG Awards

12. marts 2000
Best Cast - Motion Picture:

American Beauty
Best Cast - Drama Series:

The Sopranos
Best Cast - Comedy Series:

The Office
Vindere og nominerede af 6th Screen Actors Guild Awards for året 1999 blev afholdt den 12. marts 2000.

## Vindere

### Film

#### Outstanding Actor
Kevin Spacey – American Beauty
- Jim Carrey – Man on the Moon
- Russell Crowe – The Insider
- Philip Seymour Hoffman – Flawless
- Denzel Washington – The Hurricane

#### Outstanding Actress
Annette Bening – American Beauty
- Hilary Swank – Boys Don't Cry
- Julianne Moore – The End of the Affair
- Meryl Streep – Music of the Heart
- Janet McTeer – Tumbleweeds

#### Outstanding Supporting Actor
Michael Caine – The Cider House Rules
- Michael Clarke Duncan – The Green Mile
- Tom Cruise – Magnolia
- Haley Joel Osment – The Sixth Sense
- Chris Cooper – American Beauty

#### Outstanding Supporting Actress
Angelina Jolie – Girl, Interrupted 
- Chloë Sevigny – Boys Don't Cry
- Catherine Keener – Being John Malkovich
- Cameron Diaz – Being John Malkovich
- Julianne Moore – Magnolia

#### Outstanding Cast
American Beauty
Annette Bening
Wes Bentley
Thora Birch
Chris Cooper
Peter Gallagher
Allison Janney
Kevin Spacey
Mena Suvari
- Being John Malkovich
- The Cider House Rules
- The Green Mile
- Magnolia

### Fjernsyn

#### Outstanding Actor – Drama Series
James Gandolfini – The Sopranos
- Dennis Franz, NYPD Blue
- Jimmy Smits, NYPD Blue
- Martin Sheen, The West Wing
- David Duchovny, The X Files

#### Outstanding Actor – Comedy Series
Michael J. Fox – Spin City
- Peter MacNicol, Ally McBeal
- Kelsey Grammer, Frasier
- David Hyde Pierce, Frasier
- Jason Alexander, Seinfeld

#### Outstanding Actor – Television Movie or Miniseries
Jack Lemmon – Tuesdays with Morrie
- Patrick Stewart, A Christmas Carol
- George C. Scott, Inherit the Wind
- Peter Fonda, The Passion of Ayn Rand
- Hank Azaria, Tuesdays with Morrie

#### Outstanding Actress – Drama Series
Edie Falco – The Sopranos
- Annie Potts, Any Day Now
- Lorraine Bracco, The Sopranos
- Nancy Marchand, The Sopranos
- Gillian Anderson, The X-Files

#### Outstanding Actress – Comedy Series
Lisa Kudrow – Friends
- Calista Flockhart, Ally McBeal
- Lucy Liu, Ally McBeal
- Sarah Jessica Parker, Sex and the City
- Tracey Ullman, Tracey Takes On...

#### Outstanding Actress – Television Movie or Miniseries
Halle Berry – Introducing Dorothy Dandridge
- Kathy Bates, Annie
- Judy Davis, A Cooler Climate
- Sally Field, A Cooler Climate
- Helen Mirren, The Passion of Ayn Rand

#### Outstanding Ensemble – Drama Series
The Sopranos
Lorraine Bracco
Dominic Chianese
Edie Falco
James Gandolfini
Robert Iler
Michael Imperioli
Nancy Marchand
Vincent Pastore
Jamie-Lynn DiScala
Tony Sirico
Steve Van Zandt
- ER
- Law & Order
- NYPD Blue
- The Practice

#### Outstanding Ensemble – Comedy Series
Frasier 
Peri Gilpin
Kelsey Grammer
Jane Leeves
John Mahoney
David Hyde Pierce
- Ally McBeal
- Everybody Loves Raymond
- Friends
- Sports Night

### Life Achievement Award
Screen Actors Guild Awards 41st Annual Life Achievement Award:
Sidney Poitier